# Franka
Pour les articles homonymes, voir Franka (homonymie).
Franka est une série de bande dessinée d'aventure néerlandaise créée par l'auteur Henk Kuijpers pour le magazine néerlandais Pep en 1974, avant qu'elle ne soit éditée en albums par Oberon en 1978.
En France, elle est traduite et publiée pour la première fois dans le magazine Spirou en 1981 et, la même année, dans trois albums édités par Dupuis, puis reprise par Les Humanoïdes Associés en 1987. En 2010, l'éditeur belge BD Must sort en tirage de tête les albums manquants à la collection, quatre par quatre, jusqu'en décembre 2012 où elle est enfin complète. L’ordre chronologique n'est pas respecté lors des parutions des traductions françaises.
Vendue à plus d'un million d'albums aux Pays-Bas, la série est également parue en Allemagne, en Suède, en Finlande, en Espagne et au Danemark.
L'auteur a reçu le prix Stripschap en 1990. En janvier 2011, Franka est considérée comme le « plus grand héros de bande dessinée des Pays-Bas » par les lecteurs hollandais du magazine Eppo.

## Description

### Synopsis
Terriblement intelligente, belle et courageuse, Franka est une femme rousse élégante et sportive, maligne et forte, plongeant très souvent dans d'étranges aventures dues à sa carrière en tant que secrétaire à ses débuts et archéologue, parfois accompagnée de son fidèle petit bouledogue blanc nommé Bars.

### Personnages
- Franka — de son vrai nom Francesca Victoria, elle est indépendante, maligne, habile et énergique. Dans la première aventure, elle n'est que secrétaire du musée du crime avant de participer à l'enquête.
- Bars, fidèle compagnon de Franka, un petit bulldog blanc qui apparaît pour la première fois dans l'épisode inédit Le Retour de Noorderzon (De Terugkeer van de Noorderzon).
- Furora a sauvé Franka de la noyade dans un canal avant qu'elles ne deviennent amies. Elle est une diseuse de bonne aventure hautement qualifiée, et vit dans une péniche.
- Jarko Jansen, jeune employé du musée du crime récemment engagé, mince, au cheveux châtains et moustachu, visiblement un peu maladroit.
- Commissaire Bert Krachijn (Commissaris Northwind), un ancien commissaire de police à la retraite, devenu directeur du musée au côté de Jarko Jansen, avec qui il mené l'enquête sur un suspect dans Le Musée du crime. Cheveux blancs, fumeur de pipe et costaud, une caricature qui rappelle fortement l'acteur Jean Gabin. Il a pour compagnie un bulldog blanc nommé Bof, beaucoup plus costaud que celui de Franka.
- Philippe Factotum (Philip Factotum), conservateur, bibliothécaire et archiviste du musée du crime, vêtu de noir, portant des lunettes rondes et une barbe blanche.
- Laura Lava, une pin-up blonde, styliste de mode française talentueuse. Désespérée et à court d'argent, elle rencontre Franka à Saint-Plouc-des-Ondes en Bretagne. Celle-ci va remplacer un mannequin victime d'un léger accident, et être témoin d'une machination orchestrée par son ennemie Madame Maude.
- Gravin de Weelde, une comtesse.
- Madame Maude, styliste, ennemie de Laura Lava.
- Uschi Undsoweiter, assistante et autre ennemie de Laura Lava.
- Lina Marcopolis, veuve et héritière de la riche propriétaire de Midas Marcopolis.
- Rix, athlétique play-boy, et voleur d'objets d'art contré par Franka dans Het Portugese Goudship. Franka en devient intensément amoureuse, idylle qui se poursuit jusqu'à l'épisode Het zwaard van Iskander.

### Clin d'œil

#### Le personnage Franka
« Il y a du Natacha dans Franka… ou plutôt Natacha pourrait être une sœur de Franka ! », les Francophones comparent cette héroïne avec l'hôtesse de l'air Natacha de François Walthéry qui, elle aussi, apporte une touche très sexy aux publications, ainsi qu'avec Yoko Tsuno de Roger Leloup pour son côté solitaire et débrouillard.

#### La ville Groterdam

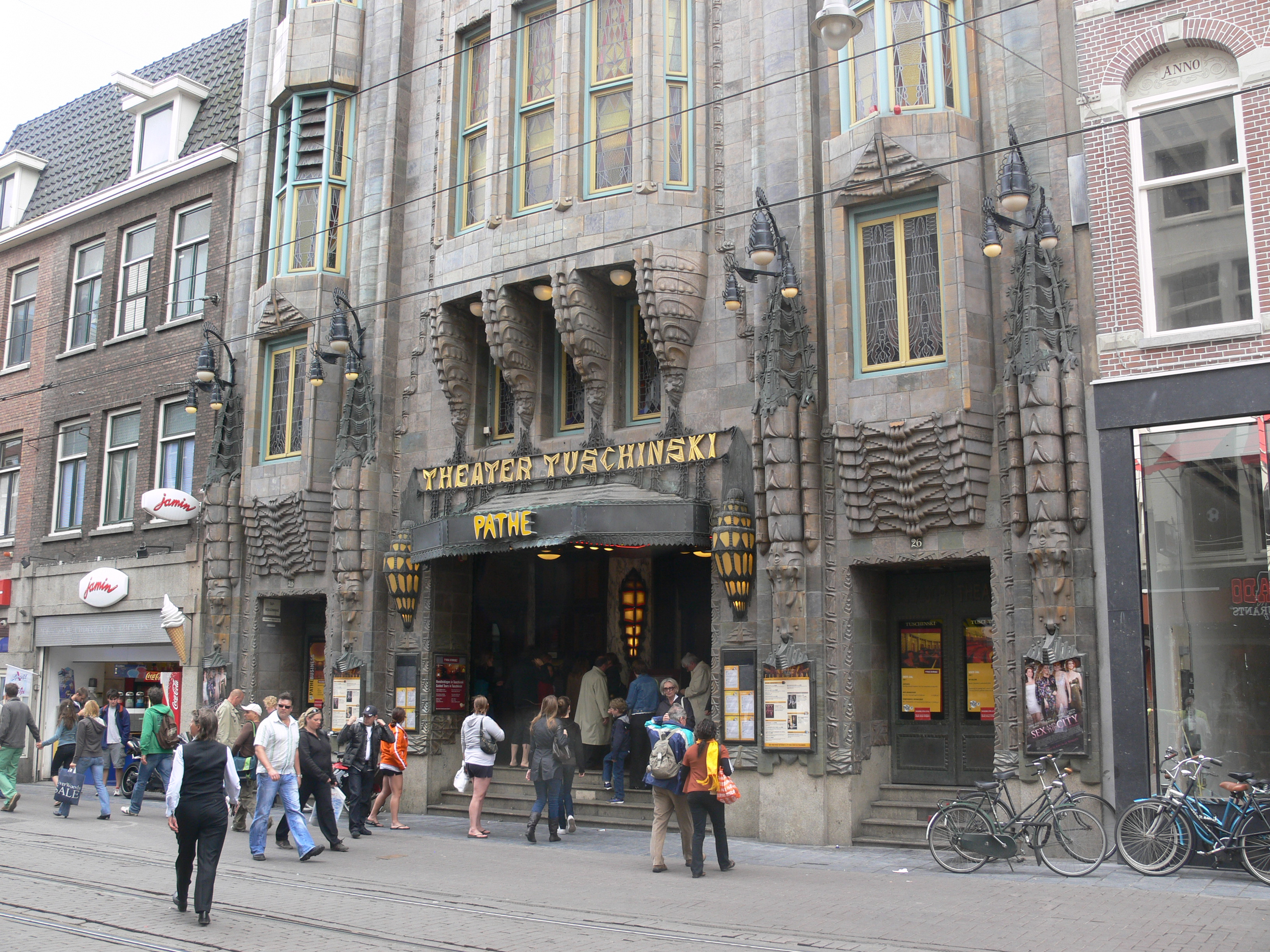
Le Tuschinski Theater

Groterdam est une ville imaginaire pour laquelle l'auteur Henk Kuijpers s'est inspiré de la capitale des Pays-Bas, Amsterdam.
Immanquablement, Franka n'a jamais déménagé tout le long des épisodes. En effet, Groterdam et Amsterdam ne font qu'une ville, comme l'on peut se rendre compte dans le second album L'Œuvre d'art (1978) : l'héroïne se dirige vers le Théâtre Pluchinsky, sur la grande place Leidseplein. Ce bâtiment fait référence au célèbre Théâtre Tuschinski. C'est seulement à partir du diptyque Les Dents du dragon (1982-1984) que tout devient progressivement réaliste, même si la ville n'y est ni précisée ni mentionnée sur les récitatifs — abstraction faite lors de la visite à l'étranger.

## La série

### Développement

#### AnnéesPep(1973-1975)
« J'ai commencé par dessiner une histoire. Lorsque j'en ai eu dix pages, j'ai voulu savoir ce que ça valait, et je suis donc allé à la rédaction de Pep, l'hebdomadaire de bandes dessinées pour enfants. » Inspiré de ses recherches dans toutes les prisons des Pays-Bas à l'époque où l'auteur était étudiant, l'histoire raconte une équipe de professionnels du crime, personnages qui travaillent dans le milieu du cinéma et qui étaient des spécialistes pour ce genre de film. Henk Kuijpers est engagé sur-le-champ par les responsables de l’hebdomadaire Frans Buissink et Jan de Rooy, en 1973, mais sa première histoire n'est jamais publiée. Il commence alors une nouvelle histoire dont le personnage principal est Jarko Jansen, qui rencontre l'ancien commissaire Bert Krachun, devenu directeur du musée du crime, et sa secrétaire rousse, Franka. L'histoire est publiée sous le titre De Staatsgreep (Le Coup d’état) dans Pep du no 48 en 1974 jusqu'au no 16 en 1975.

Logo original apparu dans Pep (1974) avant d'être renommé en Het Misdaadmuseum (Le Musée du crime) pour l'album.

Peu satisfaits des personnages, les éditeurs lui demandent une suite pour cette histoire. L'auteur se concentre alors sur la ravissante rousse, Franka, qui n'apparaissait tout au plus que sur quatorze pages, et lui attribue le rôle principal dans les histoires suivantes, à la demande des lecteurs hollandais qui « ont surnommé « La bande dessinée avec la fille ». Et comme c'est ce que j'arrive à faire le mieux… »

#### AnnéesEppo(1975-1982)

##### Franka, personnage principal

Logo apparu dans la revue néerlandaise Eppo dès 1975.

En 1975, les magazines Pep et Sjors deviennent Eppo, dans lequel apparaît Het Meesterwerk (L'Œuvre d'art), du no 12 au no 20 en 1976. Franka tient le rôle principal, toujours en tant que secrétaire. L'histoire se déroule en dehors du musée du crime, du point de vue de Franka, montrant son appartement et ses amis, les mêmes personnages secondaires et les mêmes figurants. Le caractère de ce récit se modifie : dans Het Misdaadmuseum, il se concentre sur le braquage avant se terminer en coup d'État et, dans Het Meesterwerk, s'attache sur le faux en art. Franka y rencontre sa future amie, l'élégante Tzigane, la diseuse de bonne aventure, nommée Furora.

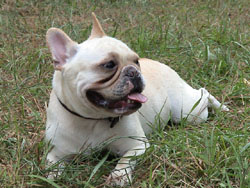
Bars, le bouledogue blanc de Franka, apparaît en 1977.

En quatre-vingt-neuf planches, une première longue aventure de l'héroïne paraît du no 39 en 1977 jusqu'au no 8 en 1978, De Terugkeer van de Noorderzon (Le Retour du soleil du nord) qui, quelques mois plus tard, a pour suite De Wraak van het Vrachtschip (La Vengeance du cargo), du no 52 en 1978 au no 23 en 1979. « J'ai choisi de faire des histoires en deux volets, j'ai décidé d'être publié dans Veronica, je n'ai jamais demandé ni donné d'explications : je livre les planches de mon histoire et ils les impriment comme elles se présentent. » C'est ici qu'intervient pour la première fois Bars, un bouledogue blanc, qui deviendra le compagnon permanent de Franka.

##### Premiers albums chez Oberon
La maison d'édition Oberon se charge, en 1978, de l'impression en album des premiers épisodes, De Staatsgreep et Het Meesterwerk (L’Œuvre d’art). L'auteur change le titre du premier en Het Misdaadmuseum (Le Musée du crime). Comme il l'explique lors d'un l'interview pour la revue Hop ! no 82 en 1999 : « Dans l’épisode test de dix pages, j’avais attaqué avec des personnages qui travaillaient dans le milieu du cinéma (cascadeur, scénariste, etc.) et qui étaient des spécialistes pour ce genre de films. Lors de la parution du premier épisode, j’ai changé le titre De Staatsgreep ».
Tandis que l'éditeur Oberon publie en album de "De Terugkeer van de Noorderzon" et "De Wraak van het Vrachtschip", en 1979, dans la revue, continuent à paraître les courts récits Dierenwinkel (La Journée des animaux) (no 40) et De Pyromaan (Le Pyromane) (no 44 au no 48).
En même temps que Felicitatie (Félicitation), Circus Santekraam (Drôle de cirque) est publié en 1980, du no 40 au no 44, la suite, un mois plus tard, du no 48 au no 52 et huit semaines après, du no 9 au no 19 en 1981.
Après un passage du mini-récit De Saboteur (Le Saboteur) dans le no 31, terminé au no 33 en 1981, Het Monster van de Moerplaat (Le Monstre du marais) se poursuit du no 53 en 1981 au no 9 en 1982. Pendant ce temps, Circus Santekraam est en préparation pour une parution en album.
Het Monster van de Moerplaat paraît en album en 1982. Suit une nouvelle aventure à la Indiana Jones en jupons, très inspirée du Monde perdu d'Arthur Conan Doyle, qui a pour titre De Tanden van de Draak (Les Dents du dragon), dont les planches paraissent dans les no 21 à no 31 avec une fin « à suivre ». Cette suite sort elle-même dans les no 44 à no 49.

#### AnnéesEppo Wordt Vervolgd(1984-1989)
Alors qu'en 1984, De Tanden van de Draak (Les Dents du dragon) paraît en album, la revue Eppo est rebaptisée Eppo Wordt Vervolgd et reprend, en 1985, la suite de l'aventure sous le titre De Ondergang van de Donderdraak (Opération-Tonnerre) dans les no 1 à no 16 en 1986. Ce même récit est publié en album la même année. Le 1er avril 1985, le magazine annonce que le réalisateur Steven Spielberg souhaiterait adapter Les Dents du dragon au cinéma, mais c'est un canular.
Un fan hollandais de seize ans, Erik Oskamp, crée une petite organisation nommée Henk Kuijpers Fanclub, en 1985. Avec ses membres, il publie une revue trimestrielle en noir et blanc, Furora, remplie de travaux personnels et d'informations sur l'auteur. Dans les trois premiers numéros paraît Het Halssnoer (Le Collier) qui sera renommé Moordende Concurrentie (Victime de la mode) en 1989. Dans les trois derniers numéros de 1986 est paraît Het Proefverhaal (Histoire d'essai), les dix planches que Henk Kuipers avait présentées chez Pep en 1973, et qui n'avait jamais été publiées.

#### AnnéesSjors en Sjimmie Stripblad(1989-1997)
En 1988, Eppo Wordt Vervolgd change de titre en Sjors en Sjimmie Stripblad qui, dans les premières années, connaîtra un succès.
Ce magazine reprend le mini-récit déjà publié sept ans plus tôt dans Eppo, De Saboteur (Le Saboteur) au no 14 de 1989, et à partir du numéro suivant, débute un nouvel épisode sur le monde de la mode, Moordende Concurrentie (Victime de la mode) du no 15 au no 3 en 1990. Une interview de Henk Kuijpers est publiée dans le no 21 en 1989. Ce récit sur la mode, à l'origine, avait commencé sept ans plus tôt, en 1983, sous le titre Het Halssnoer (Le Collier).
En 1992, l'héroïne entre dans le monde du cinéma avec Gangsterfilm (Film de gangsters) du no 1 au no 8 et, avec son amie Furora, dans un récit de cinq pages au no 26, Eerlijke Eddy. La même année, l'auteur signe un contrat avec Veronica Uitgeverij BV pour que les aventures de Franka soient également publiées dans Veronicagids, plus connu sous le titre Veronica Magazine, l'hebdomadaire de télévision le plus lu par les Hollandais, avec plus de 1 250 000 ventes. Cela représente plus deux millions de lecteurs chaque semaine, dont aussi les jeunes, qui y découvrent la mode, le cinéma, les sports, internet, la musique pop, les jeux, le show-biz et la vie.

Nouveau logo apparaissant sur l'album Het Portugese Goudschip en 1996.

Proche de l'affaire du Spruce Goose créé par Howard Hughes, De Vlucht van de Atlantis (Le Vol de l'Atlantis) suit du no 1 au no 7 en 1993.
De Blauwe Venus (La Vénus bleue), un thriller, paraît du no 1 au no 9 en 1994.
L'héroïne retrouve la styliste française Laura Lava dans De Dertiende Letter (La Treizième Lettre) du no 6 au no 14 en 1995, où madame Maude prend sa revanche.
Suit une aventure en deux parties entre l'Asie et Lisbonne, Het Portugese Goudschip (Le Vaisseau d'or portugais) paru du no 12 au  no 19 en 1996, et De Ogen van de Roerganger (Les Yeux du timonier), du no 14 au no 22 en 1997. Franka y poursuit un célèbre voleur d'art professionnel, Rix, dont elle s'éprendra éperdument.

#### Franka Magazine

Logo du magazine créé en 1997 par l'auteur de Franka.

Henk Kuijpers monte sa propre maison d'édition, Franka BV en 1996, et pour faire plaisir à ses fans hollandais,  édite en 1997 Franka Magazine, dans lequel il partage sur seize pages ses secrets, ses documents de travail, ses reproductions et ses commentaires.
Dans le huitième magazine, l'auteur s'explique sur ses personnages, par exemple sur les vêtements de Furora ou encore sur la caricature du commissaire Noordewind alias Jean Gabin.

#### Révision des albums et nouveautés à venir (2013-2015)
Sur le site officiel de Franka du 10 novembre 2013, Henk Kuijpers annonce des éditions néerlandaises entièrement révisées des tomes 14 à 17. En particulier, le tome De Ogen van de Roerganger (Les Yeux du timonier, tome 8 pour le côté français) avec cinq pages supplémentaires, est publié entre février 2014 et mai 2014. Également, un album hors-série Chroom, qui regroupe Harley Collection et Cadillac Club, ainsi que des histoires courtes, sort le 29 octobre de la même année et la prochaine sortie d'un album intitulé Geheim 1948 est annoncée. Ces albums sont prévus en français chez BD Must au 2e semestre 2015.

### Franka au pays francophone

#### Première apparition dansSpirou

##### Changements graphiques obliges
Fidèle aux Spirou depuis son enfance, Henk Kuijpers est évidemment allé voir cet éditeur pour présenter Franka dans l'espoir de la faire connaître en Belgique et en France. La maison d'édition a accepté et signé le contrat pour trois albums seulement, avec comme condition l'utilisation de ses propres films. « Il a fallu recolorier et relettrer les histoires. Il devenait tout à fait possible d'opérer quelques changements graphiques dans les pages afin d'améliorer la narration de l'épisode ». C'est pourquoi Franka avait des cheveux châtains sur les publications francophones.

##### La publication
Selon toute vraisemblance, les éditeurs et Alain De Kuyssche, rédacteur en chef à cette époque et également traducteur, avaient préféré, après de mûres réflexions, garder l'environnement hollandais en francisant toutes les inscriptions, les poteaux indicateurs et les enseignes.

Premier logo apparu dans Spirou no 2241, soit à partir du deuxième épisode.

Le 12 mars 1981, les lecteurs francophones découvrent la belle Franka, emmitouflée dans son imperméable en pleine nuit, dans une demi-planche annonce du magazine Spirou no 2239. Il s'agissait de quelques cases provenant de l'album De Tanden van de Draak (Les Dents du dragon, tome 1), jamais parues dans ce magazine, avec l'accroche "La semaine prochaine, vous ferez plus ample connaissance d'une nouvelle héroïne hollandaise : Franka ! " Mais au numéro suivant, ce fut la première aventure, Le Musée du crime, qui débuta. Au no 2241 Yann et Didier Conrad accueillent Franka dans les « hauts de page » — dessins virulents situés en haut des pages du journal, et destinés à révéler aux lecteurs tous les secrets du journal. C'était une création de Frank, Geerts et Yslaire, au no 2222 du 13 novembre 1980, avant l'arrivée de ces deux derniers.
Au no 2292 du 18 mars 1982, arrive une deuxième aventure, Le Chef-d’œuvre, dont le titre sera changé en L'Œuvre d'art pour l'album paru au quatrième trimestre de la même année. Deux mois après, on retrouve l'héroïne pour un troisième récit, Le Pyromane (De Pyromaan), douze planches publiées dans le no 2309 du 15 juillet 1982.
Un court récit de cinq planches La Journée des animaux (Dierendag) paraît dans le no 2345 du 24 mars 1983 et une dernière aventure de trente-huit planches, Drôle de cirque, est publiée dans le magazine no 2351 du 5 mai 1983.

##### La curieuse réorganisation deSpirou
Alors que Drôle de cirque se poursuivait encore aux Pays-Bas dans Eppo en 1981, les deux premiers épisodes Le Musée du crime et L'Œuvre d'art étaient également publiés dans Robbedoes, Spirou version néerlandaise. Les droits de Franka valaient seulement pour la France et non pour les Pays-Bas, ce qui explique l'absence du troisième épisode, De Terugkeer van de Noorderzon : les éditeurs avaient décidé de ne pas le suivre en raison de sa suite De Wraak van het Vrachtschip ; ils avaient préféré le cinquième épisode, Circus Santekraam (Drôle de cirque).

#### En album chez Dupuis
Après la première publication dans Spirou, la maison des éditions Dupuis assure la réimpression du Musée du crime en album broché, en octobre 1981.
Le Chef-d'œuvre, renommé L'Œuvre d'art, sort en 1982.
Drôle de cirque sort au quatrième trimestre 1983 augmenté d'un récit complet de cinq planches, La Journée des animaux.

#### L'héroïne aux Humanoïdes associés
Les Humanoïdes associés proposent, en septembre 1987, Les Dents du dragon (De Tanden van de Draak, 1984) en deux albums cartonnés de quarante-six et quatre-quatre pages. Vingt ans plus tard, ils renouvellent l'impression avec une nouvelle couverture, donnant le même titre au premier et un nouveau au second, Dragon-Tonnerre (De Ondergang van de Donderdraak, 1986). En même temps paraît la version franco-belge de Victime de la mode (Moordende Concurrentie, 1990).
Malgré la sortie prochaine annoncée sur le quatrième de couverture du précédent album, Comme au cinéma (Gangsterfilm, 1992) n'avait pas été publié en raison d'une crise financière « assez sévère » chez l'éditeur.

#### Un retour chez BD Must

Logo officiel de la série déposé sur les couvertures éditées par BD Must.

Henk Kuijpers signe un contrat chez l'éditeur belge BD Must, en 2008 pour faire sortir, en janvier 2010, quatre albums inédits en tirage de tête de sept cent cinquante exemplaires numérotés et signés par lui-même ainsi que, dans chaque album, un ex-libris également numéroté et signé. Les deux premiers albums ainsi que les deux derniers forment une histoire complète : Le Vaisseau d'or portugais (Het Portugese Goudschip, 1996) et Les Yeux du timonier (De Ogen van de Roerganger, 1997), Succès assuré (Succes Verzekerd, 1999) et Risque propre (Eigen risico, 2001).
Tout en continuant la production des traductions, en novembre 2010 sortent quatre albums inédits de la même manière que les précédents, sauf que ceux-ci comptent cinquante-six pages au lieu de quarante-huit. Seuls les deux derniers comprennent un diptyque : Le Vol de l'Atlantis (De Vlucht van de Atlantis, 1993), Kidnapping (Kidnap, 2004), L'Épée d'Iskander (Het zwaard van Iskander, 2006) et sa suite La Déesse blanche (De Witte Godin, 2009).
En décembre 2011, l'éditeur propose quatre autres albums: Film de gangsters, La Treizième Lettre, La Vénus bleue et La Flamme d'argent qui sortent le premier trimestre 2012.
Ensuite, Le Cargo fantôme 1, Le Cargo fantôme 2, Le Monstre des marais et Descente aux enfers paraissent en décembre 2012.
Suivi de : Le Secret 1948, au mois de Juillet 2016, accompagné d'une réédition, pour la première fois depuis plus de trente ans, des tomes édités par Dupuis : Le Musée du crime, L'Œuvre d'art et Drôle de cirque.
Enfin, le tout dernier album, Hold-Up en plein vol, au mois d'Octobre 2019, accompagné des rééditions des parutions chez les humanoïdes associés : Les dents du Dragon tome 1 et tome 2 (avec une nouvelle mise en couleur pour les 2 albums), ainsi que : Victime de la mode (avec deux pages supplémentaires).

### Analyse

#### Une activité individuelle
Selon une interview pour la revue Hop ! en 1999, l'auteur se met généralement à travailler seul à neuf heures du matin jusqu'à vingt-deux heures, avec des interruptions. Pour le scénario et les dessins, il se documente méticuleusement avant de réaliser une page par semaine.
Pour la couleur, il réalise d'abord sur l'encrage avant d'en faire une photocopie que, par la suite, il colorise et envoie par Internet à la coloriste Hanneke Bons qui vit en Espagne. Elle y effectue le coloriage sur son ordinateur, puis expédie cette mise en couleurs digitale à l'imprimerie.

#### Un style original
Influencé par ses auteurs favoris Hergé, Maurice Tillieux et André Franquin durant sa jeunesse, le style graphique de l'auteur est très proche des artistes belges, notamment de la ligne claire bien que, perfectionniste et fantaisiste, il détaille ses décors sous l’influence d’autres auteurs comme Yves Chaland ou Serge Clerc.

« J'ai un style plein de détails, c'est vrai, mais j'espère avoir bien assimilé la façon dont on organise textes et dessins de manière que cette abondance (de détails) ne perturbe ni la lecture graphique des cases ni celle de l'histoire elle-même. »

— Henk Kuijpers
Dans les premiers albums édités chez Oberon, les dessins étaient dynamiques et réalistes, les exploits de Franka se révélaient assez enfantins et cartoonesques. Par la suite, à partir de 1989, aux éditions Big Balloon, destinées aux adolescents et aux adultes, les illustrations deviennent plus souples et plus élégantes, et l'auteur n'hésite plus à exposer la nudité de son personnage.

## Publications traduites en français

### Revues
Spirou
- Le Musée du crime, du no 2240 au no 2250, 1981
- L'Œuvre d'art, du no 2292 au 2300, 1982
- Le Pyromane, du no 2309 au no 2311, 1982
- La Journée des animaux, no 2345, 1983
- Drôle de cirque, du no 2351 au no 2360, 1983

### Albums originaux
| Parutions néerlandaises | Parutions néerlandaises         | Parutions françaises | Parutions françaises        |
| N°                      | Titre                           | N°                   | Titre                       |
| ----------------------- | ------------------------------- | -------------------- | --------------------------- |
| 1                       | Het Misdaadmuseum               | 1                    | Le Musée du crime           |
| 2                       | Het Meesterwerk                 | 2                    | L'Œuvre d'art               |
| 3                       | De Terugkeer van de Noorderzon  | 19                   | Le Cargo fantôme 1          |
| 4                       | De Wraak van het Vrachtschip    | 20                   | Le Cargo fantôme 2          |
| 5                       | Circus Santekraam               | 3                    | Drôle de cirque             |
| 6                       | Het Monster van de Moerplaat    | 21                   | Le Monstre des marais       |
| 7                       | De Tanden van de Draak          | 4                    | Les Dents du dragon, tome 1 |
| 8                       | De Ondergang van de Donderdraak | 5                    | Les Dents du dragon, tome 2 |
| 9                       | Moordende Concurrentie          | 6                    | Victime de la mode          |
| 10                      | Gangsterfilm                    | 15                   | Film de gangsters           |
| 11                      | De Vlucht van de Atlantis       | 11                   | Le Vol de l'Atlantis        |
| 12                      | De Blauwe Venus                 | 16                   | La Vénus bleue              |
| 13                      | De Dertiende Letter             | 17                   | La Treizième Lettre         |
| 14                      | Het Portugese Goudschip         | 7                    | Le Vaisseau d'or portugais  |
| 15                      | De Ogen van de Roerganger       | 8                    | Les Yeux du timonier        |
| 16                      | Succes Verzekerd                | 9                    | Succès assuré               |
| 17                      | Eigen risico                    | 10                   | Risque propre               |
| 18                      | Kidnap                          | 12                   | Kidnapping                  |
| 19                      | Het zwaard van Iskander         | 13                   | L'Épée d'Iskander           |
| 20                      | De Witte Godin                  | 14                   | La Déesse blanche           |
| 21                      | Het Zilveren Vuur               | 18                   | La Flamme d'argent          |
| 22                      | Onderwereld                     | 22                   | Descente aux enfers         |
| 23                      | Geheim 1948                     | 23                   | Le Secret 1948              |
| HS                      | Chroom                          | HS                   | Chrome                      |
| 24                      | Operatie Roofmoord              | 24                   | Hold-Up en plein vol        |
| 25                      | Gratis Goud                     | 25                   | Une affaire en Or           |
| 26                      | Klifhanger                      | 26                   | Suspense                    |

- 1 Le Musée du crime (Het Misdaadmuseum), Dupuis, 1981
Scénario et dessin : Henk Kuijpers - (ISBN 978-2-8001-0776-9)
- 2 L'Œuvre d'art (Het Meesterwerk), Dupuis, 1982
Scénario et dessin : Henk Kuijpers - (ISBN 978-2-8001-0954-1)
- 3 Drôle de cirque (Circus Santekraam), Dupuis, 1983
Scénario et dessin : Henk Kuijpers - (ISBN 978-2-8001-1020-2)
- 4 Les Dents du dragon, tome 1 (De Tanden van de Draak), Les Humanoïdes Associés, Eldorado, 1987
Scénario et dessin : Henk Kuijpers - (ISBN 978-2-7316-0488-7)
- 5 Les Dents du dragon, tome 2 (De Ondergang van de Donderdraak), Les Humanoïdes Associés, Eldorado, 1987
Scénario et dessin : Henk Kuijpers - (ISBN 978-2-7316-0489-4)
- 6 Victime de la mode (Moordende Concurrentie), Les Humanoïdes Associés, 2007
Scénario et dessin : Henk Kuijpers - (ISBN 978-2-7316-1951-5)

Tirages de têteChaque album édité par BD Must comprend un ex-libris numéroté et signé par Henk Kuijpers.
- 7 Le Vaisseau d'or portugais (Het Portugese Goudschip), BD Must, 2010
Scénario et dessin : Henk Kuijpers - (ISBN 978-2-87535-000-8)
- 8 Les Yeux du timonier (De Ogen van de Roerganger), BD Must, 2010
Scénario et dessin : Henk Kuijpers - (ISBN 978-2-87535-001-5)
- 9 Succès assuré (Succes Verzekerd), BD Must, 2010
Scénario et dessin : Henk Kuijpers - (ISBN 978-2-87535-002-2)
- 10 Risque propre (Eigen risico), BD Must, 2010
Scénario : [Henk Kuijpers - Dessin : Henk Kuijpers - (ISBN 978-2-87535-003-9)
- 11 Le Vol de l'Atlantis (De Vlucht van de Atlantis), BD Must, 2010
Scénario et dessin : Henk Kuijpers - (ISBN 978-2-87535-008-4)
- 12 Kidnapping (Kidnap), BD Must, 2010
Scénario et dessin : Henk Kuijpers - (ISBN 978-2-87535-009-1)
- 13 L'Épée d'Iskander (Het zwaard van Iskander), BD Must, 2010
Scénario et dessin : Henk Kuijpers - (ISBN 978-2-87535-010-7)
- 14 La Déesse blanche (De Witte Godin), BD Must, 2010
Scénario et dessin : Henk Kuijpers - (ISBN 978-2-87535-011-4)
- 15 Film de gangsters (Gangsterfilm), BD Must, 2012
Scénario et dessin : Henk Kuijpers - (ISBN 978-2-87535-036-7)
- 16 La Vénus bleue (De Blauwe Venus), BD Must, 2012
Scénario et dessin : Henk Kuijpers - (ISBN 978-2-87535-037-4)
- 17 La Treizième Lettre (De Dertiende Letter), BD Must, 2012
Scénario et dessin : Henk Kuijpers - (ISBN 978-2-87535-038-1)
- 18 La Flamme d'argent (Het Zilveren Vuur), BD Must, 2012
Scénario et dessin : Henk Kuijpers - (ISBN 978-2-87535-039-8)
- 19 Le Cargo fantôme 1 (De Terugkeer van de Noorderzon), BD Must, 2012
Scénario et dessin : Henk Kuijpers - (ISBN 978-2-87535-115-9)
- 20 Le Cargo fantôme 2 (De Wraak van het Vrachtschip), BD Must, 2012
Scénario et dessin : Henk Kuijpers - (ISBN 978-2-87535-116-6)
- 21 Le Monstre des marais (Het Monster van de Moerplaat), BD Must, 2012
Scénario et dessin : Henk Kuijpers - (ISBN 978-2-87535-117-3)
- 22 Descente aux enfers (Onderwereld), BD Must, 2012
Scénario et dessin : Henk Kuijpers - (ISBN 978-2-87535-118-0)
- 23 Le Secret 1948 (Geheim 1948), BD Must, 2016
Scénario et dessin : Henk Kuijpers - (ISBN 978-2-87535-292-7)
- 24 Hold-Up en plein vol (Operatie Roofmoord), BD Must, 2019
Scénario et dessin : Henk Kuijpers - (ISBN 978-2-87535-466-2)
- 25 Une affaire en Or (Gratis Goud), BD Must, 2022
Scénario et dessin : Henk Kuijpers - (ISBN 978-2-87535-776-2)
- 26 Suspense (Klifhanger), BD Must, 2025
Scénario et dessin : Henk Kuijpers - (ISBN 978-3-91096-523-2)

Hors-série
- Chrome (Chroom), BD Must, 2018
Scénario et dessin : Henk Kuijpers - (ISBN 978-2-87535-384-9)

À noter
- Le Cargo fantôme 1 et Le Cargo fantôme 2 forment un seul récit complet.
- l’album Drôle de cirque comprend également le récit La Journée des animaux
- l’album Le monstre des marais comprend également les récits Le Pyromane et Le Saboteur.
- Les Dents du dragon, tome 1 et Les Dents du dragon, tome 2 forment un seul récit complet.
- Le Vaisseau d'or portugais et Les Yeux du timonier forment un seul récit complet Le Trésor de Salang.
- Succès assuré et Risque propre forment le récit complet L'Affaire Block.
- L'Épée d'Iskander, La Déesse blanche et La Flamme d'argent forment le récit complet Le Voyage d'Ishtar.
- Chrome regroupe les albums Cadillac Club et Harley Collection.
- Le Secret 1948 et Hold-Up en plein vol forment un seul récit complet Le cycle Gran Canaria.

## Publications en langue originale

### Revues
Franka est apparue dans plusieurs magazines néerlandais comme Pep, Eppo, Wordt Vervolgd, Sjors en Sjimmie Stripblad, Sjosji et enfin Veronicagids, avant que des albums ne soient publiés à partir de 1978.
Pep
- De Staatsgreep (Le Musée du crime), du no 48 en 1974 au no 16 en 1975

Eppo
- Het Meesterwerk (Le Chef-d’œuvre), du no 12 en 1975 au no 20 en 1976
- De Terugkeer van de Noorderzon (Le Retour du soleil du nord), du no 39 en 1977 au no 8 en 1978
- De Wraak van het Vrachtschip (La Vengeance du cargo), du no 52 en 1978 au no 23 en 1979
- Dierenwinkel (La Journée des animaux), du no 40 en 1979
- De Pyromaan (Le Pyromane), du no 44 au no 48 en 1979
- Circus Santekraam 1 (Drôle de cirque 1), du no 40 au no 44 en 1980
- Felicitatie (?), du no 40 en 1980
- Circus Santekraam 2 (Drôle de cirque 2), du no 48 au no 52 en 1980
- Circus Santekraam 3 (Drôle de cirque 3), du no 9 au no 19 en 1981
- De Saboteur (?), du no 31 au no 33 en 1981
- Het Monster van de Moerplaat (Le Monstre du marais), du no 53 en 1981 au  no 9 en 1982
- Gelukkig 1983 (?), du  no 52 en 1982
- De Tanden van de Draak 1 (Les Dents du dragon 1), du no 21 au  no 31 en 1982
- De Tanden van de Draak 2 (Les Dents du dragon 2), du no 44 au  no 49 en 1982

Furora
- Het Halssnoer (Le Collier), du no 1 au no 3 en 1985
- Het Proefverhaal (Histoire d'essai), du no 4 au  no 6 en 1986

Eppo Wordt Vervolgd
- De Ondergang van de Donderdraak (Opération-Tonnerre), du no 1 en 1985 au no 16 en 1986

Sjors en Sjimmie Stripblad
- De Saboteur (?), du no 14 en 1989
- Moordende Concurrentie (Victime de la mode), du no 15 en 1989 au  no 3 en 1990
- Henk Kuijpers, du no 21 en 1989
- Handtekeningen (?), du no 20 en 1990
- Felicitatie (?), du no 25 en 1991
- Gangsterfilm (Film de gangsters), du no 1 au  no 8 en 1992
- Eerlijke Eddy (?), du no 26 en 1992
- De Vlucht van de Atlantis (Le Vol d’Atlantis), du no 1 au  no 7 en 1993

SjoSji
- De Blauwe Venus (La Vénus bleue), du no 1 au  no 9 en 1994
- De Dertiende Letter (La Treizième Lettre), du no 6 au  no 14 en 1995
- Het Portugese Goudschip (Le Vaisseau d'or portugais), du no 12 au  no 19 en 1996
- Gestolen Franka's (?), du no 12 en 1996
- De Ogen van de Roerganger (Les Yeux du timonier), du no 14 au  no 22 en 1997

Veronicagids,
- Gangsterfilm (Film de gangsters)
- De Vlucht van de Atlantis (Le Vol d’Atlantis)
- De Blauwe Venus (La Vénus bleue)
- De Dertiende Letter (La Treizième Lettre)
- Het Portugese Goudschip (Le Vaisseau d'or portugais)
- De Ogen van de Roerganger (Les Yeux du timonier)

### Albums originaux
- 1 Het Misdaadmuseum, Oberon, 1978
Scénario et dessin : Henk Kuijpers - (ISBN 978-90-320-0082-0)
- 2 Het Meesterwerk, Oberon, 1978
Scénario et dessin : Henk Kuijpers - (ISBN 978-90-320-0092-9)
- 3 De Terugkeer van de Noorderzon, Oberon, 1979
Scénario et dessin : Henk Kuijpers - (ISBN 978-90-320-2045-3)
- 4 De Wraak van het Vrachtschip, Oberon, 1979
Scénario et dessin : Henk Kuijpers - (ISBN 978-90-320-2048-4)
- 5 Circus Santekraam, Oberon, 1981
Scénario et dessin : Henk Kuijpers - (ISBN 978-90-320-3040-7)
- 6 Het Monster van de Moerplaat, Oberon, 1982
Scénario et dessin : Henk Kuijpers - (ISBN 978-90-320-3050-6)
- 7 De Tanden van de Draak, Oberon, 1984
Scénario et dessin : Henk Kuijpers - Couleurs : Hanneke Bommartini et Peter Wiegman - (ISBN 978-90-320-3060-5)
- 8 De Ondergang van de Donderdraak, Oberon, 1986
Scénario et dessin : Henk Kuijpers - Couleurs : Hanneke Bommartini - (ISBN 978-90-320-3070-4)
- 9 Moordende Concurrentie, Big Balloon, 1990
Scénario et dessin : Henk Kuijpers - Couleurs : Hanneke Bommartini - (ISBN 978-90-5425-035-7)
- 10 Gangsterfilm, Big Balloon, 1992
Scénario et dessin : Henk Kuijpers - Couleurs : Hanneke Bommartini - (ISBN 978-90-5425-342-6)
- 11 De Vlucht van de Atlantis, Big Balloon, 1993
Scénario et dessin : Henk Kuijpers - Couleurs : Hanneke Bommartini - (ISBN 978-90-5425-014-2)
- 12 De Blauwe Venus, Big Balloon, 1994
Scénario et dessin : Henk Kuijpers - Couleurs : Hanneke Bommartini - (ISBN 978-90-5425-375-4)
- 13 De Dertiende Letter, Big Balloon, 1995
Scénario et dessin : Henk Kuijpers - Couleurs : Hanneke Bommartini et Hanneke Bons - (ISBN 978-90-5425-217-7)
- 14 Het Portugese Goudschip, Big Balloon, 1996
Scénario et dessin : Henk Kuijpers - Couleurs : Hanneke Bons - (ISBN 978-90-5425-079-1)
- 15 De Ogen van de Roerganger, Big Balloon, 1997
Scénario et dessin : Henk Kuijpers - Couleurs : Hanneke Bons - (ISBN 978-90-5425-430-0)
- 16 Succes Verzekerd, Franka BV, 1999
Scénario et dessin : Henk Kuijpers - Couleurs : Hanneke Bons - (ISBN 978-90-76706-01-6)
- 17 Eigen risico, Franka BV, 2001
Scénario et dessin : Henk Kuijpers - Couleurs : Hanneke Bons - (ISBN 978-90-76706-08-5)
- 18 Kidnap, Franka BV, 2004
Scénario et dessin : Henk Kuijpers - Couleurs : Hanneke Bons - (ISBN 978-90-76706-18-4)
- 19 Het zwaard van Iskander, Franka BV, 2006
Scénario et dessin : Henk Kuijpers - (ISBN 978-90-76706-27-6)
- 20 De Witte Godin, Franka BV, 2009
Scénario et dessin : Henk Kuijpers - (ISBN 978-90-76706-48-1)
- 21 Het Zilveren Vuur, Franka BV, 2010
Scénario et dessin : Henk Kuijpers - Couleurs : Studio Léonardo Vittorio - (ISBN 978-90-76706-54-2)
- 22 Onderwereld, Franka BV, 2012
Scénario et dessin : Henk Kuijpers - (ISBN 978-90-76706-43-6)
- 23 Geheim 1948, Franka BV, 2014
Scénario et dessin : Henk Kuijpers
- 24 Operatie Roofmoord, Franka BV, 2019
Scénario et dessin : Henk Kuijpers
- 25 Gratis Goud, Franka BV, 2021
Scénario et dessin : Henk Kuijpers - (ISBN 978-90-76706-96-2)
- 26 Klifhanger, Franka BV, 2024
Scénario et dessin : Henk Kuijpers - (ISBN 978-90-83282-12-1)

À noter 
- De Terugkeer van de Noorderzon et De Wraak van het Vrachtschip forment un seul récit complet sous le titre Het geheim van het spookschip.
- l’album Circus Santekraam comprend également le récit Dierendag
- l’album Het Monster van de Moerplaat comprend également les récits De Pyromaan et De Saboteur
- De Tanden van de Draak et De Ondergang van de Donderdraak forment un seul récit complet
- Het Portugese Goudschip et De Ogen van de Roerganger forment un seul récit complet
- Succes Verzekerd et Eigen Risico forment un seul récit complet
- Het zwaard van Iskander, De Witte Godin et Het Zilveren Vuur forment le récit complet De reis van de Ishtar.
- Geheim 1948 et Operatie Roofmoord forment un seul récit complet.

#### Tirages de luxe
- Terugkeer van de Noorderzon / Wraak van het vrachtschip (1985), 750 exemplaires
- De tanden van draak / De ondergang van de onderdraak (1986), 1 000 exemplaires
- Het Monster van de moerplaat / Moordende Concurrentie (1990), 937 exemplaires
- Gangsterfilm (1992), 1 500 exemplaires
- De vlucht van de Atlantis (1993), 2 750 exemplaires
- Het Misdaadmuseum (1995), 2 250 exemplaires
- De dertiende letter (1995), 2 250 exemplaires
- Het Portugese Goudschip (1996), 2 000 exemplaires
- De ogen van de Roerganger (1997), 2 000 exemplaires
- Succes Verzekerd (1999), 2 000 exemplaires
- Het Meesterwerk (2002), 2 000 exemplaires
- Circus Santekraam (2002), 2 000 exemplaires
- De blauwe Venus (2002), 2 250 exemplaires
- Kidnap (2004), 2 000 exemplaires
- Moordende Concurrentie (2006), 2 000 exemplaires
- Het zwaard van Iskander (2006), 2 000 exemplaires
- De Witte Godin (2009), 2 000 exemplaires
- Het Zilveren Vuur (2010), 2 000 exemplaires

#### Hors-séries (inédites)
- De Cadillac Club, Graphics Griffin, 1988
Scénario et dessin : Henk Kuijpers - Couleurs : Hannah Bommartini
- Harley Collection, 1988
Scénario et dessin : Henk Kuijpers - Couleurs : Hannah Bommartini
- Kerstkaarten, 1988
Scénario et dessin : Henk Kuijpers
- Het halssnoer, Graphics Griffin, 1988
Scénario et dessin : Henk Kuijpers
- Het geheim van de archiefkast, 1989
Scénario et dessin : Henk Kuijpers
- Technicolor Widescreen, Big Balloon, 1990
Scénario et dessin : Henk Kuijpers
- Overschakelen, 2000
Scénario et dessin : Henk Kuijpers
- Aquarellen, 2000
Scénario et dessin : Henk Kuijpers
- Felle Flitsen, Silvester, 2002
Scénario et dessin : Henk Kuijpers - Couleurs : Hanneke Bons - (ISBN 978-90-5885-026-3)
- Chroom, Regoupant les albums Cadillac Club et Harley Collection, 2014
Scénario et dessin : Henk Kuijpers

## Distinction
- Prix de Stripschapprijs en 1990[1]

## Produits dérivés

### Ex-libris
Depuis sans doute 1992, de nombreux ex-libris numérotés et signés par l'auteur Henk Kuijpers se sont réalisés et également exposés, notamment aux Pays-Bas, comme l'exposition Sylvester en 1996.
En Belgique, à l'occasion des tirages de tête chez l'éditeur BD Must, Henk Kuijpers en a réalisé pour chaque album :
- Le Vaisseau d'or Portugais, 800 exemplaires
- Les Yeux du Timonier, 800 exemplaires
- Succès Assuré, 800 exemplaires
- Risque Propre, 800 exemplaires
- Le Vol d'Atlantis, 800 exemplaires
- Kipnapping, 800 exemplaires
- L'Épee d'Iskander, 800 exemplaires
- La Déesse blanche, 800 exemplaires
- Film de gangsters, 800 exemplaires
- La Vénus bleue, 800 exemplaires
- La Treizième Lettre, 800 exemplaires
- La Flamme d'argent, 800 exemplaires
- Le cargo fantôme 1, 800 exemplaires
- Le cargo fantôme 2, 800 exemplaires
- Le monstre des marais, 800 exemplaires
- Descente aux enfers, 800 exemplaires
- Le musée du crime, 800 exemplaires
- L'Œuvre d'art, 800 exemplaires
- Drôle de cirque, 800 exemplaires
- Le secret 1948, 800 exemplaires
- Chrome, 800 exemplaires
- Hold-Up en plein vol, 800 exemplaires

### Statuette de collection
L'entreprise Leblon-Delienne crée, en 2000, une statuette Franka et son chien Bars en résine de vingt-trois centimètres de hauteur, tirée en 450 exemplaires. Cette sculpture est fortement inspirée de l'album Succès assuré où l'héroïne, noir vêtue, accompagné de son chien Bars, pénètre en catimini dans la propriété de Balthazar Berkenboom Block.

### Musique
Pour l'album Terra Incognita, une suite de jazz de Jean Paul Steeghs sur des poèmes de Ton Luiting, l'auteur signa la maquette en format CD en 2006 en figurant sa belle Franka, assise au fauteuil, les jambes posées sur le bord de son balcon, dans un ton bleuté.

### Documentation
- Marc-André Dumonteil, « Henk Kuijpers », Hop !, no 82,‎ 2e trimestre 1999, p. 66.
- Patrick Gaumer, « Franka », dans Dictionnaire mondial de la BD, Paris, Larousse, 2010 (ISBN 9782035843319), p. 336.
- Henri Filippini, « Franka, t.2 : une pépé chez les dinos », dBD, no 17,‎ octobre 2007, p. 20.